# Crimes of the Future (2022)
Crimes of the Future ist ein Science-Fiction-Drama von David Cronenberg, das im Mai 2022 bei den Filmfestspielen in Cannes seine Premiere feierte und im November 2022 in die deutschen Kinos kam. Der in der Zukunft spielende Body-Horror-Film erzählt von einer Welt, in der die Menschheit unter dem "beschleunigten Evolutionssyndrom" leidet. Er hat nichts mit Cronenbergs Film mit gleichem Titel aus dem Jahr 1970 zu tun.

## Handlung
In einer zukünftigen Welt durchlaufen die Menschen das „Accelerated Evolution Syndrome“, das „Beschleunigte Evolutionssyndrom“, das bei ihnen unterschiedlichste körperliche und mentale Veränderungen zur Folge hat. Einige Menschen versuchen, ihre neuerworbenen Fähigkeiten zu unterdrücken, andere kommen mit ihnen gut zurecht.
Zu ihnen gehört der Performancekünstler Saul Tenser, der in Begleitung seiner Partnerin Caprice öffentlich die Metamorphose seiner Organe in avantgardistischen Performances zeigt. Timlin, eine Ermittlerin des National Organ Registry, verfolgt interessiert Tensers Aktion. Zur selben Zeit kommt eine mysteriöse Bewegung ans Licht. Ihre Mission ist es, Sauls Bekanntheit auszunutzen, um mehr Erkenntnisse über die nächste Phase der menschlichen Evolution zu gewinnen.

## Produktion

### Regie und Drehbuchentwicklung
Regie führte David Cronenberg, der auch das Drehbuch schrieb. Es handelt sich um seine erste Regiearbeit nach Maps to the Stars aus dem Jahr 2014. Die Idee für die Geschichte kam ihm 20 Jahre vor der letztlichen Realisierung des Films. Sie hat nichts mit Cronenbergs Film mit gleichem Titel aus dem Jahr 1970 zu tun. Für seinen neuen Film bediente er sich abermals den Elementen des Body-Horror, Filme, bei denen radikale, destruktive Veränderungen des menschlichen Körpers im Mittelpunkt stehen. In seinem Film Crash von 1996 rüsteten sich die Figuren noch mit Prothesen aus. Körperliche Transformationen und Ähnliches kombinierte er bereits in seinen Science-Fiction-Horrorfilmen wie Shivers von 1975, Scanners von 1981, Videodrome von 1983 und The Fly von 1986. In Letzterem berauschte sich ein Wissenschaftler an den Fähigkeiten, die ihm nach einem schiefgelaufenen Experiment seine Verwandlung in ein Insekt bescherte. Cronenberg selbst spricht nicht von Body-Horror, sondern eher von „Body Beauty“: „Ich zeige den Körper ja nie als Quelle des Horrors, sondern der Wunder.“
Über das im Film gemachte Statement „Chirurgie ist der neue Sex.“ sagte der Regisseur, Modifikationen am Körper seien längst eine Art Performance-Kunst geworden, wie beispielsweise das Tätowieren: „Diese uralte asiatische Kunst ist gewünschte Erotik: Du fühlst dich attraktiver, mächtiger, weil du überall tätowiert bist. Jedes Tattoo hat eine erotische Komponente, weil es ein Teil der Haut, des Körpers, des Tastens wird.“ Tattooing sei eine eigenständige Kunstform geworden, genauso Piercings, und solche Körpermodifikationen implizierten kleinere Operationen, so der Regisseur: „Ja, es geht dahin, Operationen und Erotik nähern sich immer weiter an.“
Auf die Frage, ob der Protagonist seines Films Saul Tenser sein Alter Ego sei, sagte der Regisseur: „Nun, es ist offensichtlich, dass Saul Tenser ein Paradigma eines Künstlers ist: Er ist ein Mann, der alles gibt, selbst das Innere seines Körpers. Auch als Künstler hat man das Gefühl, dass man alles gibt, sein Innerstes, seine Gefühle, seine Intensität.“

### Besetzung und Dreharbeiten

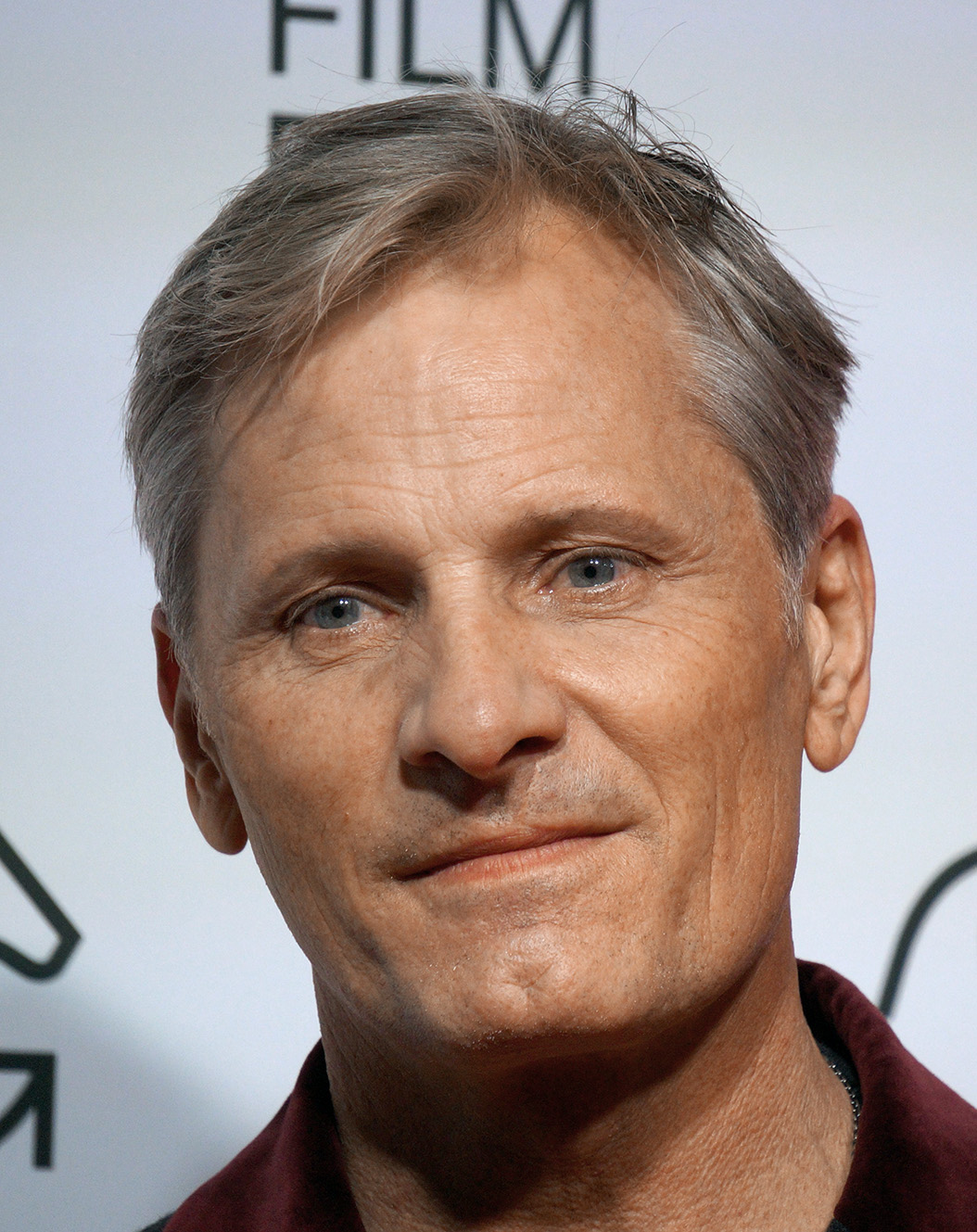
Viggo Mortensen spielt in der Hauptrolle Saul Tenser

Viggo Mortensen, mit dem Cronenberg auch seinen Thriller Tödliche Versprechen – Eastern Promises und sein Filmdrama Eine dunkle Begierde drehte, spielt den Performancekünstler Saul Tenser. Die Französin Léa Seydoux übernahm die Rolle seiner Partnerin Caprice. Kristen Stewart spielt eine Ermittlerin des National Organ Registry namens Timlin. Der Kanadier Scott Speedman spielt Lang Daughtery. Yorgos Karamihos spielt Brent Boss, Giorgos Pyrpassopoulos ist in der Rolle von Doctor Nasatir zu sehen, Ephie Kantza spielt Adrienne Berseau und Nadia Litz Dani Router. In weiteren Rollen sind Lihi Kornowski als Djuna, der Kanadier Don McKellar, mit dem Cronenberg für dessen Regiedebüt Last Night von 1998 auch vor der Kamera stand, und der in Deutschland lebende Schauspieler Welket Bungué als Detective Cope zu sehen.
Die Dreharbeiten fanden im Sommer 2021 in Griechenland statt. Überwiegend drehte man in Athen, unter anderem am Iris Film Theatre und in der Arcade of Anatolia, und am Hafen von Piräus. Dem Regisseur war zwei Jahrzehnte lang unklar, wo der Film spielen soll. Bei der Suche für mögliche Drehorte in Griechenland war Cronenberg jedoch von den Gebäuden und Außenanlagen in und um Athen so angetan, dass er sich entschied, seinen Film hier zu realisieren. Als Kameramann fungierte Douglas Koch, der in der Vergangenheit bei mehreren Filmen von Patricia Rozema tätig war und ebenso für den Film Last Night.

### Filmmusik und Veröffentlichung
Die Filmmusik komponiert der dreifache Oscargewinner Howard Shore, mit dem Cronenberg für die meisten seiner Filme zusammenarbeitete. Das Soundtrack-Album mit insgesamt 17 Musikstücken wurde am 10. Juni 2022 von Decca Records und Howe Records als Download veröffentlicht.
Mitte April 2022 wurde der erste Teaser-Trailer vorgestellt. Die Premiere erfolgte am 23. Mai 2022 bei den Filmfestspielen in Cannes. Anfang Juli 2022 wurde der Film beim Internationalen Filmfestival Karlovy Vary im Rahmen der Midnight Screenings gezeigt und Ende des Monates beim New Horizons International Film Festival. Im September 2022 wurde er beim San Sebastian Film Festival und beim Zurich Film Festival vorgestellt. Ende Oktober 2022 wurde er im Rahmen der Viennale gezeigt. Eine Veröffentlichung des Films in den USA ist im weiteren Verlauf des Jahres geplant. Der Weltkino Filmverleih brachte den Film am 10. November 2022 in Deutschland in die Kinos.

## Rezeption

### Altersfreigabe und Kritiken
In den USA erhielt der Film von der MPAA ein R-Rating, was einer Freigabe ab 17 Jahren entspricht. In Deutschland wurde der Film von der FSK ab 16 Jahren freigegeben. In der Begründung heißt es, der Film enthalte herausfordernde und gewaltsame Szenen, auch im Zusammenhang mit sexuellen Handlungen. Die stilisierte Erzählweise und Machart erleichterten Jugendlichen ab 16 Jahren jedoch eine Distanzierung von den Geschehnissen.
Laut Rotten Tomatoes erhielt der Film zu 80 Prozent positive Kritiken. Auf Metacritic erhielt der Film einen Metascore von 67 von 100 möglichen Punkten.

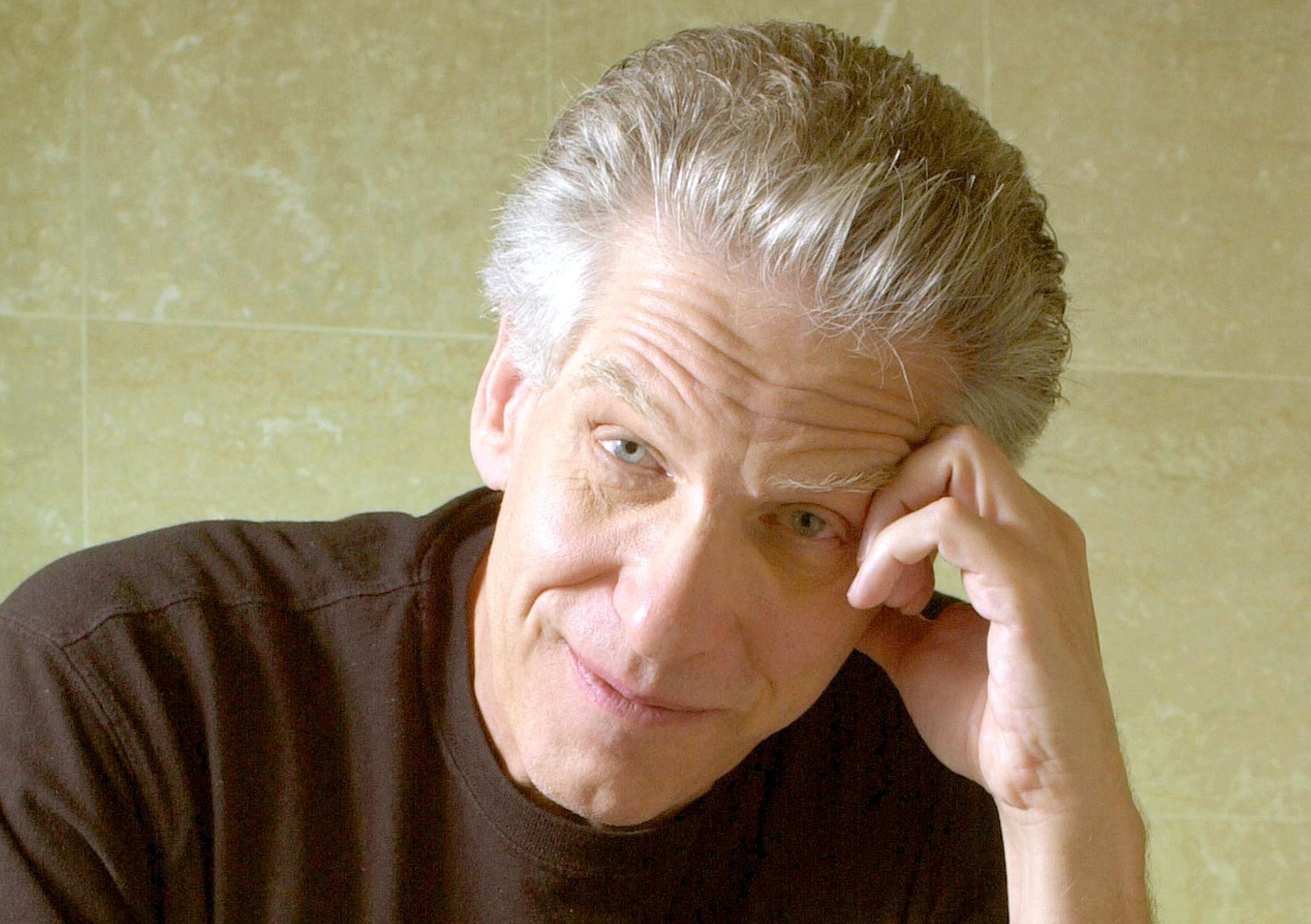
Regisseur David Cronenberg

Peter Osteried schreibt in seiner Funktion als Filmkorrespondent der Gilde deutscher Filmkunsttheater, man könne David Cronenbergs Schaffen in zwei Phasen unterteilen. Zum einen den Bodyhorror der Jahre 1975 bis 1986 und zum anderen die intimen Dramen der Jahre 1987 bis 2014. Crimes of the Future vermenge beides nun auf eine Art, deren konzeptionelle Schönheit man bewundern müsse. Die inhaltliche Schwere mache es dem Zuschauer jedoch nicht leicht, da Cronenberg keinen Unterhaltungsfilm erschaffen habe, sondern sich mit eigenen Obsessionen, mit abseitigen Ideen, mit der Frage danach, wie die menschliche Evolution voranschreiten kann, befasse. Effektiv seien es die Ideen, die das Interesse des Zuschauers halten, ebenso die filigranen Darstellungen aller Beteiligten, aber auch die Bilder, die man so noch nie gesehen hat. Das alles werde zu einer durchaus faszinierenden, aber nicht leicht goutierbaren Melange, die vor allem Fragen zurücklasse.
Philipp Bovermann schreibt in der Süddeutschen Zeitung, in seinen schwächeren Momenten, von denen es leider einige gebe, fühle sich der Film tatsächlich wie ein würdiger Nachfolger von Cronenbergs gleichnamigem Werk von 1970 an, in dem der Protagonist über die Natur der mysteriösen Seuche sprach und über einen Kollegen, in dessen Körper neue Organe ohne Funktion wachsen. Crimes of the Future fühle sich nun jedoch so an, als gucke man, auf den Hauptfilm wartend, einen nachträglichen Trailer zum Körperhorror-Gesamtwerk des Regisseurs aus dem vergangenen Jahrtausend: „Der Film ist ein Museum. Alles wirkt unfassbar alt. Die Wände schimmeln, überall Müll und Verwesung.“
Sabine Horst schreibt in der Zeit, Crimes of the Future sei von einem ruppigen Steampunk-Look mit diffuser Beleuchtung, altmodischen Registraturen, graffitiübersäten Hausruinen und einer Technik geprägt, die ebenso gut gewachsen wie konstruiert sein könnte. Die Inszenierung wirke nach innen gekehrt, fast theaterhaft, und sei so ein Drama in dunklen Interieurs, mit wenigen Figuren, die keine Charaktere, sondern Chiffren sind. Der Film stelle sich die Aufgabe, das existenzielle Grauen der Klimakrise spürbar zu machen. Der Reiz der Hybridisierung, der Vermischung von Mensch und Maschine, lasse sich heute aber nicht mehr so angstlustvoll genießen wie vor 20 oder 30 Jahren, so Horst, und der Transhumanismus habe seinen Glanz verloren. Die Vorstellung, der Mensch könne sich schmerzfrei an die Auswirkungen der Karbonwirtschaft anpassen, von denen die Erde bereits betroffen ist, sei so grotesk wie der Blick in den geöffneten Leib des unglücklichen Jungen aus dem Prolog: „Da schillert es in den schönsten Plastikfarben.“
Die Redaktion des deutschen Online-Portals Filmdienst wählte das Werk auf Platz 13 der besten Filme des Jahres 2022.

### Auszeichnungen
Canadian Screen Awards 2023
- Nominierung für die Beste Regie (David Cronenberg)
- Nominierung für die Beste Kamera (Douglas Koch)
- Nominierung für das Beste Szenenbild (Carol Spier)
- Nominierung für die Beste Filmmusik (Howard Shore)
- Nominierung für die Besten Kostüme (Mayou Trikerioti)
- Nominierung  für das Beste Casting (Deirdre Bowen)
- Nominierung für das Beste Sound Editing (Rob Bertola, Tom Bjelic, Jill Purdy, Stefan Fraticelli und Jason Charbonneau)
- Nominierung für das Beste Sound Mixing (Ron Mellegers, Justin Helle, Christian T. Cooke, Mark Zsifkovits, Randy Wilson und Christopher Donaldson)
- Nominierung für den Besten Filmschnitt (Christopher Donaldson)
- Auszeichnung für die Besten visuellen Effekte
- Auszeichnung für das Beste Make-up (Alexandra Anger und Monica Pavez)[25]

Directors Guild of Canada Awards 2022
- Auszeichnung für die Beste Spielfilmregie (David Cronenberg)[26]

Fangoria Chainsaw Awards 2023
- Nominierung für die Beste Regie (David Cronenberg)
- Nominierung als Beste Nebendarstellerin (Kristen Stewart)
- Nominierung für das Beste Kostümdesign (Mayou Trikerioti)
- Nominierung für das Beste Make-up (Alexandra Anger und Monica Pavez)[27]

Internationale Filmfestspiele von Cannes 2022
- Nominierung für die Goldene Palme (David Cronenberg)

San Sebastian Film Festival  2022
- Nominierung für den Premio Donostia

Saturn-Award-Verleihung 2022
- Nominierung als Bester Science-Fiction-Film
- Nominierung für die Beste Musik (Howard Shore)
- Nominierung für das Beste Make-Up (Alexandra Anger, Monica Pavez und Evi Zafiropoulou)

## Synchronisation
Die deutsche Synchronisation entstand nach einem Dialogbuch und der Dialogregie von Beate Klöckner im Auftrag der Studio Hamburg Synchron GmbH, Hamburg.
| Darsteller            | Synchronsprecher      | Rolle            |
| --------------------- | --------------------- | ---------------- |
| Viggo Mortensen       | Hanns-Jörg Krumpholz  | Saul Tenser      |
| Léa Seydoux           | Yvonne Greitzke       | Caprice          |
| Kristen Stewart       | Jannika Jira          | Timlin           |
| Scott Speedman        | David Berton          | Lang Dotrice     |
| Ephie Kantza          | Svenja Pages          | Adrienne Berceau |
| Tanaya Beatty         | Runa Pernoda Schaefer | Berst            |
| Welket Bungué         | Andrés Mendez         | Cope             |
| Lihi Kornowski        | Kristina von Weltzien | Djuna            |
| Yorgos Pirpassopoulos | Matthias Deutelmoser  | Dr. Nasatir      |
| Tassos Karahalios     | Michael Bideller      | Klinek           |
| Denise Capezza        | Kerstin Draeger       | Odile            |
| Nadia Litz            | Leonie Landa          | Router           |
| Jason Bitter          | Alexander Merbeth     | Tarr             |
| Don McKellar          | Michael Lott          | Whippet          |